# Abarema centiflora
Abarema centiflora es una especie de planta perenne de la familia Fabaceae.
Es un árbol perenne endémico de laderas esteñas de los Andes en Bolivia. Está amenazado por pérdida de hábitat.

## Taxonomía
Abarema centiflora fue descrita por Barneby & J.W.Grimes y publicado en Memoirs of The New York Botanical Garden 74(1): 105. 1996.